# فرانکلین پاننگبورن
فرانکلین پاننگبورن (انگلیسی: Franklin Pangborn؛ ‏ ۲۳ ژانویهٔ ۱۸۸۹ – ۲۰ ژوئیهٔ ۱۹۵۸) بازیگر اهل ایالات متحده آمریکا بود. وی بین سال‌های ۱۹۲۶ تا ۱۹۵۸ میلادی فعالیت می‌کرد.
از فیلم‌هایی که وی در آن‌ها نقش داشته است، می‌توان به گناه هارولد دیدلباک، یک دختر، یک مرد و یک ملوان، در گرداگرد شهر و ژست‌های مخاطره‌آمیز اشاره نمود.